# 张国华 (1891年)
张国华（1891年—1981年），又名张振德，字修甫，河北省献县人。北伐革命军第二集团军第三十八军第一师少将参谋长、国民党军训部步兵监监员、军事参议院咨询。建国后为天津市民革成员，并于1981年被聘为天津市文史研究馆馆员。

## 生平
张国华于1891年生于河北省献县张旺屯，自九岁便起念七年私塾，从小便受到了良好的家庭教育和学识教育。1907年以优异成绩考入高等小学堂，并于1911年毕业，于1912年考入河间省立中学校（1991年改称为河间市第一中学）。中学毕业后任小学教师一职，在任教的两年中依旧不忘学习，于1917年考入北京清河预备军官学校（清河陆军预备学校）。

### 北洋军阀时期
1919年，毕业后被分配在北京南苑第十五师炮兵团一营二连。1921年，升至保定陆军军官学校炮兵科（第九期）。1923年，毕业后充任保定讲武堂第四分队队长，军衔中尉；同年又调至两湖巡阅使公署军务处科员，军衔上尉；1924年，调升冯玉祥部队，暂编第五师师部少校参谋；1925年，升至炮兵团中校团副，同年秋调一营营长；1926年，升至炮兵团上校团长，同年秋改编为北伐军第二集团军第三十八军第一师少将参谋长，总司令为冯玉祥。 
1928年，北伐胜利后调任少将参军赴洛阳办军官教育团，后又调山东省主席陈调元部指挥参谋，同年冬任新编五十五师参谋长、独立炮兵营营长，师长阮肇昌。

### 抗日战争时期
1937年7月7日，卢沟桥事变，张国华奉命前往上海抗战。1937年8月13日，参加淞沪会战，编入陶广的28军驻守乍浦并击退日军登陆，日本于金山良、全公亭等地登陆时，该部损失过半，经整编后调入国民党军事参议院，院长李济深。

### 国共内战时期
1945年，日本投降，张国华因重庆国共谈判失败，便请求退役。1946年，返回天津休养，直至1949年天津解放。

### 中共建政後
1955年，参加天津市民革（中国国民党革命委员会天津市委员会）的社会人士组织的学习活动，当时北京民革主席为曾经的参议院院长李济深，天津民革主席为杨亦周。1957年，被批准为中国国民党革命委员会天津市委员会正式成员。
1981年，被天津市文史研究馆聘为馆员。1981年，于家中逝世。

## 主要功绩
- 1924年，参与了北伐战争
- 1928年，赴洛阳办教育团
- 1937年，参与淞沪会战
- 1957年，加入中国国民党革命委员会天津市委员会
- 1981年，被天津市文史研究馆聘为馆员